# Opal (Alberta)
Pour les articles homonymes, voir Opal.
Opal est un hameau situé dans la province d'Alberta (Canada), dans le centre-est.